# Creu de terme de Can Quintana
La Creu de terme de Can Quintana és una obra gòtica de Pineda de Mar (Maresme) inclosa a l'Inventari del Patrimoni Arquitectònic de Catalunya.

## Descripció
Creu de pedra unida al fust mitjançant un nus o llanterna octogonal. A l'anvers, hi porta la figura de Jesús, al revers, la figura del Totpoderós, i als extrems dels tres braços de la creu hi ha representats diverses figures i símbols. Les figures esculpides a cada una de les parts de la llanterna es troben emmarcades a columnes amb capitells que sostenen arcs gòtics. El fust llis es recolza sobre una base de planta circular. La creu es troba adossada a la paret que limita el jardí i porta d'entrada d'una casa particular.

## Història
Es conserva gairebé intacta al més arraconat emplaçament i a la tasca diària de la família Quintana, que en el seu temps, un cop enderrocada, tingué cura d'amagar-la i restaurar-la passada la darrera confrontació bèl·lica. La creu marcava l'entrada del poble. El carrer Major, on es troba, correspon a l'antic camí Ral.